# Giovanni Anselmi
Giovanni Anselmi (Roma, 1952) è un astronomo italiano, fondatore della rivista Coelum Astronomia.

## Biografia
Giovanni Anselmi è noto per aver fondato nel 1997 la rivista Coelum Astronomia, di cui è stato direttore ed editorialista fino al 2015.
Specialista dell'imaging astronomico, alcune sue immagini, realizzate con l'astronomo Jean-Charles Cuillandre e con il Canada–France–Hawaii Telescope, sono state pubblicate sul portale "Astronomy picture of the day" della NASA (tra cui la nebulosa Merope NGC 1435, la galassia M95, la galassia a spirale NGC 4651), mentre un'immagine relativa alla Galassia di Andromeda è apparsa anche su Nature nel 2013. Queste e altre immagini dei due astronomi sono state anche pubblicate su diverse pubblicazioni a soggetto astronomico.
Anselmi ha collaborato ad uno studio che ha rivelato la scoperta di una coda di gas ionizzato nella galassia NGG 4569.Nel 2023 ha collaborato con Jean C. Cuillandre nella elaborazione e ottimizzazione delle prime cinque immagini rilasciate dal Telescopio Spaziale Euclid.
Ad Anselmi è stato intitolato l'asteroide 15036 Giovannianselmi.